# هوسترکوب
هوسترکوب (به دانمارکی: Høsterkøb) یک منطقهٔ مسکونی در دانمارک است که در شهرداری رودرسدل واقع شده‌است. هوسترکوب ۲۹۵ نفر جمعیت دارد.